# Droso di Aradeo
Droso di Aradeo (Aradeo, ... – ...; fl. XIII-XIV secolo) è stato un poeta e filosofo bizantino.

## Biografia
Attivo fra il XIII e il XIV secolo d.C., oltre che poeta, è stato insegnante di filosofia, filologo e copista, nonché sacerdote, e si interessò a problemi dogmatici e cristologici.
Fondò una scuola di filosofia e un circolo di scrittura nella sua città natale che ottennero grande rinomanza non solo nella Grecìa Salentina ma in tutto il mondo culturale bizantino. La scuola ebbe come principale interesse le opere di Aristotele, in particolare quelle di logica, tanto che dell’attività di insegnamento, commento e studio che vi si svolse ci è giunto un ricco corpus manoscritto.
Gli scritti e il suo lavoro di copista sono conservati in numerose biblioteche europee, tra queste: la Biblioteca Medicea Laurenziana (Firenze), la Biblioteca apostolica vaticana (Città del Vaticano), la Biblioteca nazionale di Francia (Parigi).